# 灶市街街道
灶市街街道，是中华人民共和国湖南省衡陽市耒阳市下辖的一个乡镇级行政单位。

## 行政区划
灶市街街道下辖以下地区：
车站社区、铁路园社区、灶市社区、彭桥社区、联平社区、天桥社区、零洲社区、沙头社区、红卫社区、泗门洲社区、灶钢社区、白沙社区、花石村、白沙村、集中村、滩洲村、王子村、易成村、新渡村、新大塘村和东星村。

## 交通
- 京广铁路：耒阳站